# Toomas Heikkinen

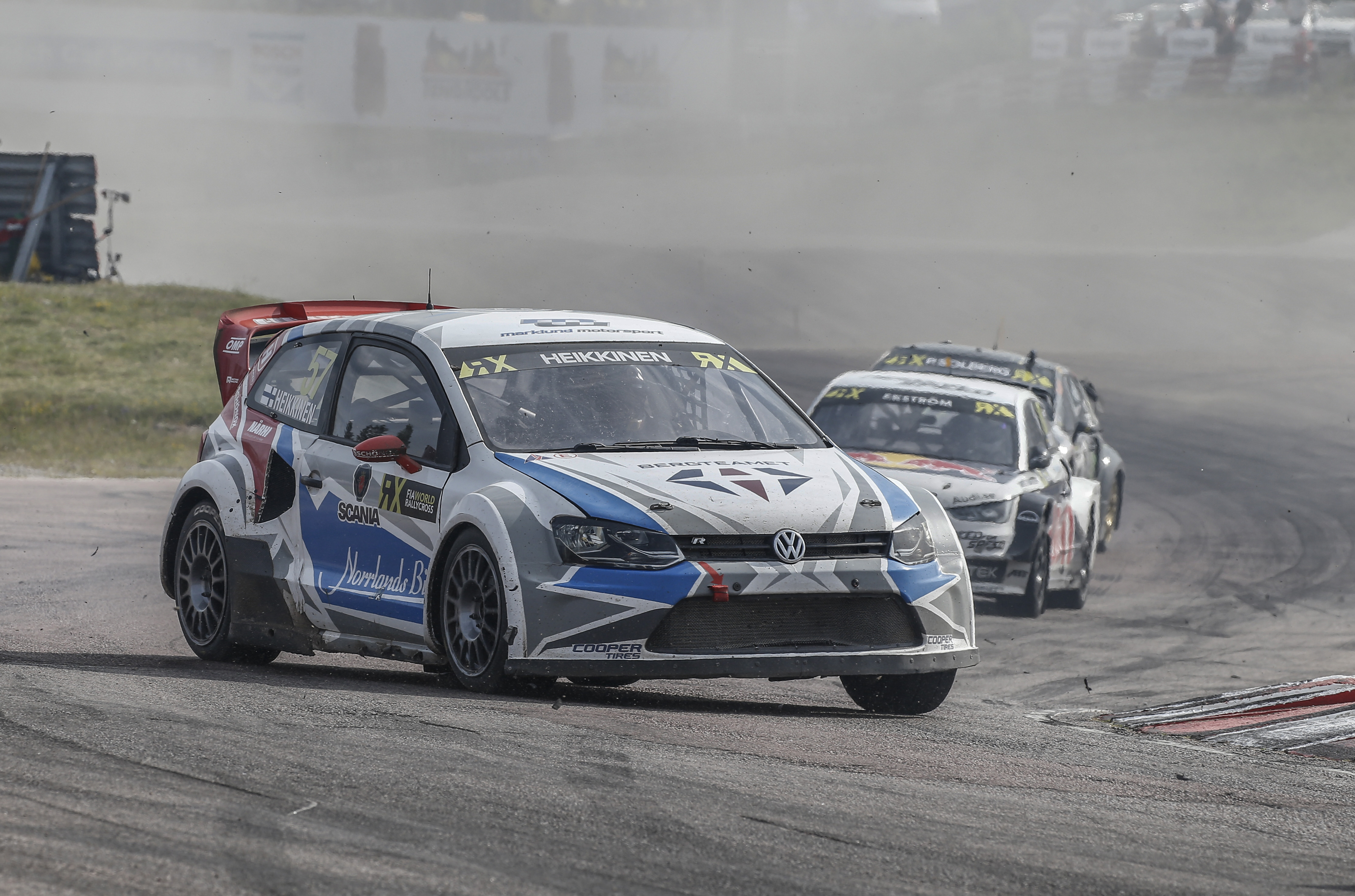
Heikkinen su Polo R nel 2015

Toomas Heikkinen, detto Topi (Joensuu, 27 marzo 1991), è un pilota di rally finlandese attivo nella categoria del rallycross, dove ha vinto il Global RallyCross Championship nel 2013 su Ford Fiesta ST ed è arrivato secondo al World Rallycross Championship nel 2014.

## Carriera

### Gli inizi
Heikkinen ha iniziato la sua carriera agonistica nel karting, passando poi alle serie formula con vetture monoposto.

### 2012-2013: Campionato europeo di Rallycross
Heikkinen ha iniziato la sua carriera a ruote coperte nel Campionato Europeo di Rallycross, prendendo il via con la Saab 9-3. Il suo debutto è stato un grande successo, già durante il primo turno sulla pista di Lydden Hill ha avanzato alla finale e ha vinto il sesto posto. In Portogallo non è riuscito a finire la competizione, mentre nei due turni successivi in Francia e Norvegia è stato rispettivamente ottavo e quinto.
Durante la competizione svedese sulla pista di Höljesbanan, Heikkinen ha ottenuto il suo primo podio arrivando terzo. A metà stagione, era settimo con 47 punti. Ha iniziato la seconda metà del campionato finendo settimo in Belgio e nei Paesi Bassi. In Austria fu decimo e finì quarto sulla pista di Słomczyn. Nella parte finale della seconda metà della stagione ha ottenuto 40 punti, che gli hanno dato un totale di 87 punti e il 6º posto in classifica generale. Nel 2013 ha iniziato nel round finlandese del campionato a Kuovola, dove ha finito 7°.

### 2014-: Campionato mondiale di Rallycross
Nel 2014 è stato formato il FIA World Rallycross Championship. L'alta competitività della competizione ha tentato molti piloti, tra cui Toomas Heikkinen, che si è unito al team Marklund Motorsport utilizzando una Volkswagen Polo.

## Palmarès
- Global RallyCross Championship: 1
2013 su Ford Fiesta ST